# Гервасьев, Михаил Антонович
Михаи́л Анто́нович Герва́сьев (род. 20 января 1949, Свердловск) — советский и российский учёный-металловед, декан металлургического факультета Уральского государственного технического университета — УПИ (с 1994 по 2004), заведующий кафедрой металловедения (с 2000 по 2017). В течение ряда лет ученый секретарь Научного совета ГКНТ СССР, член ученых и докторских советов УрФУ и УрО РАН, Научно-технического совета Министерства металлургии Свердловской области. Один из инициаторов создания и первый исполнительный директор регионального Союза предприятий металлургического комплекса. Действительный член Академии инженерных наук РФ, доктор технических наук, профессор.

## Биография
Родился 20 января 1949 года в Свердловске в семье участника ВОВ и труженицы тыла, преподавателей УПИ Антона Михайловича и Марии Михайловны Гервасьевых. С медалью окончил Девятую школу. После окончания в 1971 году металлургического факультета Уральского политехнического института и защиты кандидатской диссертации работал научным сотрудником кафедры термообработки и физики металлов УПИ (1975—1978), заведующим лабораторией конструкционных сталей Центрального НИИ металлургии и материалов (1978—1992).
В 1992 году вернулся в УГТУ-УПИ на должность профессора. Заведовал кафедрой металловедения, возглавлял металлургический факультет. За время его руководства факультетом подготовлено свыше 3500 специалистов, основаны 2 новые кафедры. Как заведующий кафедрой открыл две новые перспективные специальности. На кафедре начат выпуск бакалавров и магистров, защищено 3 докторских и 15 кандидатских диссертаций.

## Профессиональные интересы
Основные направления научной работы М. А. Гервасьева — изучение закономерностей формирования структуры и свойств конструкционных сталей, разработка их составов и технологии термической обработки. Гервасьев М. А. руководил созданием серии экономно-легированных и хладостойких сталей для поковок и отливок различного уровня прочности и назначения и технологии их изготовления, упрочнения и обработок. Разработки внедрены на многих машиностроительных предприятиях, включены в госстандарты. В частности такие стали и технологии их термической обработки использованы в производстве самого большого в мире шагающего экскаватора ЭШ-100/100 и самого большого в мире карьерного экскаватора ЭКГ-20. Получил 11 авторских свидетельств и патентов на изобретения. Автор более 200 публикаций, в том числе Марочника сталей и сплавов, широко используемого в науке, образовании и промышленности.
В настоящее время под руководством М. А. Гервасьева ведутся исследования в нескольких направлениях, включая обеспечение специальных свойств трубных сталей, а также в области новых видов высокопрочных сталей.